# Marko Barun
Marko Barun, slovenski nogometaš, * 7. januar 1978.
Barun je nekdanji slovenski profesionalni nogometaš, ki je igral na položaju branilca. Med letoma 1995 in 1998 je odigral dve tekmi za slovensko reprezentanco do 21 let. Igral je za slovenske klube Maribor, Korotan Prevalje in Olimpija v prvem delu kariere ter ciprske klube Apollon Limassol, Ermis Aradippou in Aris Limassol. Skupno je v prvi slovenski ligi odigral 170 tekem in dosegel dva gola.